# Łazy Biegonickie
Łazy Biegonickie – wieś w Polsce, położona w województwie małopolskim, w powiecie nowosądeckim, w gminie Stary Sącz.
| SIMC    | Nazwa      | Rodzaj    |
| ------- | ---------- | --------- |
| 0465650 | Krzyżówka  | część wsi |
| 0465667 | Wójcikówka | część wsi |

Wieś duchowna Łazy, własność klasztoru klarysek w Starym Sączu, położona była w drugiej połowie XVI wieku w powiecie sądeckim województwa krakowskiego. W latach 1975–1998 miejscowość administracyjnie należała do województwa nowosądeckiego.
Wieś sołecka w gminie Stary Sącz, na obrzeżu Kotliny Sądeckiej i pasma Jaworzyny Krynickiej, na wys. 400 m n.p.m., 10 km na południe od Nowego Sącza. Graniczy z miastem Nowy Sącz (osiedla Biegonice, Poręba Mała), gminą Nawojowa (Żeleźnikowa Wielka) i Myślcem.
Nazwa Łazy wskazuje, że osada powstała na terenach pozyskanych z wykarczowanych i wypalonych lasów. Według miejscowej legendy, w XIII wieku sprowadziło się tutaj z Tatr sześć rodów „aby domy pobudować i zasiać proso, las musieli wyłazować i stąd nazwa pochodzi tego sioła”.
Wieś wspominana w 1280 r. w dokumencie fundacyjnym klasztor klarysek starosądeckich. W latach 1770–1918 w zaborze austriackim. Od 1782 r. własność skarbu austriackiego (fundusz religijny). Po 1867 r. gmina jednowioskowa (Łazy ad Biegonice). Od 1934 r. gminie zbiorowej Stary Sącz-Wieś. Następnie gromada GRN Biegonice. Od 1973 r. sołectwo MiG Stary Sącz.
Dopiero w 1979 r. wieś połączono asfaltową drogą z Nowym Sączem i Żeleźnikową Wielką. Mieszkańcy Łazów należą do dwóch parafii: w Żeleźnikowej i Biegonicach. Młodzież uczęszcza do trzech szkół podstawowych w Biegonicach, Porębie Małej i Żeleźnikowej.